# 増田誉雄
増田 誉雄（ますだ やすお、1929年9月29日（もしくは1930年8月） - 2010年9月4日）は、エバンジェリカル・コングリゲーショナル・チャーチの経堂めぐみ教会の牧師。
お茶の水聖書学院院長。また、日本ケズィックコンベンションの責任を長年に担う。

## 経歴
東京府東京市に生まれる。戦時中は神風特別攻撃隊に志願しようとしていた。東京府東京市内の隅田川沿いに居住していたが、1945年3月10日未明の東京大空襲の時は、奇跡的に戦災をまぬまれる。東京大空襲の翌々日に東久留米村（東久留米市）に疎開して農家一部屋を借りて住んでいた。1948年高校3年生の夏の夕方に、牧場として使われていた敷地内で行われたキリスト教の集会に行く。婦人宣教師に導かれてイエス・キリストを信じる祈りをする。
1949年1月1日洗礼を受ける。高校卒業前に、山手線の電車の中で聖書を読んでいる時に伝道者への召命を受ける。1949年4月に極東福音十字軍が開校した、日本聖書学院に入学する。しかし、そこは2年で閉鎖され、東京聖書学院に転校して学びながら、OMSの宣教師の通訳を手伝う。卒業前に、現婦人と婚約する。
1953年9月4日横浜港からプレジデント・クリーブランド号で出航して渡米する。1954年1月1日にニューヨーク州北部のホイートン大学に到着する。翌年1955年8月婚約者がアズサ大学に留学した。そして、婚約者と1957年7月にシカゴに日本人教会で結婚式を行う。
ホイートン大学卒業後、アズベリー神学校に進学する。増田は神学士コースで学び、妻はキリスト教教育学修士コースで学んだ。在学中に長女が生まれる。夫婦でアズベリー神学校を卒業後に新約学を学ぶためにウェストミンスター神学校で学び、卒業。
エバンジェリカル・コングリゲーショナル・チャーチの日本伝道の宣教師として派遣されて、1962年8月末に帰国する。東京で開拓伝道を始めて経堂めぐみ教会を設立する。12年目の1974年4月に教会堂を建設し、献堂する。また、伝道所として相模原グレースチャペルを株分けして日本教区を設立する。
1991年、御茶の水クリスチャンセンター（OCC）で、御茶の水聖書学院が設立され、院長を務める。1998年5月に米国バイオラ大学より名誉神学博士号を授与される。
2010年9月4日、満80歳で逝去｡

## 著書
- 「マタイの福音書」『新聖書注解』いのちのことば社
- 『日ごとの恵み』
- 『私を強くしてくださる方によって』
- 『キリストが私のうちに』
- 『きらめきの旅立ち』クリエイティブ・ハート、1998年